# Martin Škoula
Martin Škoula, född 28 oktober 1979 i Litoměřice, Tjeckoslovakien, är en tjeckisk professionell ishockeyback som spelar för New Jersey Devils i NHL.
Škoula blev vald av Colorado Avalanche som 17:e spelare totalt i 1998 års NHL-draft och gjorde debut året efter för klubben. Säsongen 2000–01 vann han Stanley Cup med Avalanche. Sedan dess har han spelat i Mighty Ducks of Anaheim, Dallas Stars och Minnesota Wild innan han skrev på för Pittsburgh Penguins i september 2009. Under Trade-Deadline säsongen 2009–10 byttes Škoula först bort till Toronto Maple Leafs för att dagen efter bytas till New Jersey Devils.